# San Maurizio d'Opaglio
San Maurizio d'Opaglio es una localidad y comune italiana de la provincia de Novara, región de Piamonte, con 3.066 habitantes.

## Evolución demográfica
| Gráfica de evolución demográfica de San Maurizio d'Opaglio entre 1861 y 2001 |
|                                                                              |
| Fuente ISTAT - elaboración gráfica de Wikipedia                              |